# Katze mit Hut
Katze mit Hut ist ein Kinderbuch des Autoren-Ehepaars Simon und Desi Ruge und erschien 1980 im Verlag Beltz & Gelberg.

## Inhalt
Die Katze mit Hut ist eine Katze, die auf zwei Beinen geht und mit Vorliebe große Hüte trägt. Sie versteht es, sich durch eine Mischung aus Freundlichkeit, energischem Auftreten, weiblichem Charme und einer kleinen Portion Frechheit in jeder Situation durchzusetzen und die Menschen für sich einzunehmen.
Sie landet kurz nach Pfingsten mehr zufällig in dem verschlafenen Städtchen Stackeln an der Kruke. Bei einem Spaziergang entdeckt sie in der Backpflaumenallee ein altes, leerstehendes, aber voll möbliertes Haus. Es gefällt ihr so gut, dass sie kurzerhand beschließt, einzuziehen und eine Hausgemeinschaft zu gründen. Bald nach dem Einzug gerät sie mit dem Besitzer des Hauses aneinander, dem reichen, zu poltrigem Auftreten neigenden Brauereibesitzer Egon Maulwisch, der in diesem Haus eine unglückliche Kindheit verbracht hat. Zuerst will er die Katze hinauswerfen, doch ehe er sich versieht, hat sie ihn mit ihrer besonderen Art gewonnen, und der Mietvertrag ist gemacht.
Bald finden sich erste Mitbewohner für die Katze: 
- Das Dudelhuhn Marianne Dudel, ein Huhn, das gerne schwatzt, Karten spielt und jeden Tag ein Ei legt.
- Kapitän Knaak, ein zur See gefahrener Hund, der sich um kleinere Reparaturen im Hause kümmert und sich gerne in ausschweifenden Erzählungen von seiner Zeit auf See (potenziell Seemannsgarn) verliert.

Von da an beginnt die Katze als Hausmutter und gute Seele „Familienmitglieder“ zu sammeln. Teils findet sie diese, teils laufen sie der Gemeinschaft zu. Jeder findet seinen Platz im Haus und wird von den anderen mit all seinen Eigenarten akzeptiert.
- Der Zappergeck, ein kleines freches Reptil einer nicht näher bezeichneten Art mit einem Horn auf der Nase.
- Die Brummsel, ein kindergroßes hummelartiges Insekt mit einer Vorliebe für Pudding.
- Baby Hübner, ein musikliebendes Wildschweinkind, das ins Klavierzimmer des Hauses einzieht und später mal zur Oper will.
- Der Stolpervogel, ein krächzender, höflicher, ständig stolpernder Stelzvogel, der zum Empfangschef des Hauses wird.
- Die Zwillingsbrüder Erbsenstein, zwei geniale Erfinder mit steifen Hüten, die man oft pfeifen, aber beinahe nie sprechen hört. Im Keller des Hauses bauen sie ihre Werkstatt auf.
- Das Lama, ein gut erzogenes, etwas einfältiges Tier, das oft einschläft und dann im Schlaf rückwärts geht.
- Der Hundertfuß, ein sehr lichtscheues, nachtaktives Wesen, das mit seiner Sammlung ausgebrannter Glühlampen im verdunkelten Dachboden des Hauses einzieht.

Das Buch beschreibt in Episoden von Kapitellänge das skurrile Leben dieser „Familie“ von Sonderlingen und Findelkindern, sowie ihre Auseinandersetzungen mit dem cholerischen Hausbesitzer Maulwisch, der durch die Freundlichkeit der Katze mit Hut jedoch Schritt für Schritt „gezähmt“ wird.

## Über das Buch
Die Geschichte um die Katze mit Hut wurde rund 70.000 mal verkauft. 
Die ursprüngliche Ausgabe im Verlag Beltz & Gelberg wurde von Helga Gebert illustriert, eine 2019 im Atrium-Verlag erschienene Neuausgabe von Reinhard Michl.

## Verarbeitungen
- 1983 schuf Charlotte Niemann für Radio Bremen eine Hörspiel-Adaption des Buches. Darin lieh Sabine Postel der Katze ihre Stimme. Das Hörspiel (drei CDs, je zwei Folgen) ist beim Verlag Audiolino erschienen. Folge sieben Die Rhabargeschichte lief nur im Hörfunk.
- 1982 entstand die Verfilmung Katze mit Hut durch die Augsburger Puppenkiste.[6]
- Die Geschichte wurde mehrmals für die Theaterbühne adaptiert, beispielsweise im Jahr 2025 durch Jule Kracht für das Staatstheater Mainz.[7]

## Fortsetzung
1984 erschien der Folgeband Neues von der Katze mit Hut von denselben Autoren. Auch dieses Buch wurde unter demselben Titel von der Augsburger Puppenkiste verfilmt.